# Рэдли-Уолтерс, Сидней Валпи
Сидней Валпи Рэдли-Уолтерс (англ. Sydney Valpy Radley-Walters, 1920—2015) — канадский офицер, мастер танкового боя в годы Второй мировой войны. Командир танка Sherman Firefly майор Рэдли-Уолтерс подбил и уничтожил 18 танков и штурмовых орудий противника.

## Биография
Родился 11 января 1920 года в Гаспе (Канада).
В 1940 году окончил университет Бишопс и в октябре был призван на военную службу в Шербрукский стрелковый полк. В январе 1942 года полк был переименован в 27-й танковый полк (англ. 27th Army Tank Regiment, Sherbrooke Fusiliers Regiment) и в октябре 1942 направлен в Великобританию.
6 июня 1944 года в составе 2-й танковой бригады (англ. 2nd Canadian Armoured Brigade) участвовал в высадке в Нормандии. Записал на свой боевой счёт первый подбитый танк противника на следующий день в бою у Сен-Жермен-ла-Бланш-Эрб с частями 12-й танковой дивизии СС «Гитлерюгенд». Всего за годы Второй мировой войны командир танка Sherman Firefly майор Рэдли-Уолтерс подбил и уничтожил 18 танков и штурмовых орудий противника.
За боевые заслуги в период с августа 1944 по апрель 1945 года награждён орденом «За выдающиеся заслуги» и Военным крестом (Великобритания)
После войны служил в миротворческих силах на Кипре и в Египте, в штаб-квартире НАТО. Командовал центром боевой подготовки в Гейджтауне. Вышел в отставку в декабре 1974 года.
Умер 21 апреля 2015 года.

## Награды и звания
- Командор ордена «За военные заслуги»
- Орден «За выдающиеся заслуги» (20 июня 1946)
- Военный крест (октябрь 1944)